# Bảo tàng Lịch sử ở Białystok
Bảo tàng Lịch sử ở Białystok (tiếng Ba Lan: Muzeum Historyczne w Białymstoku) là một chi nhánh của Bảo tàng Podlasie, có địa chỉ tại số 37 phố Warszawska, thành phố Białystok, thuộc tỉnh Podlaskie, Ba Lan.

## Bộ sưu tập
Bộ sưu tập chính của bảo tàng chủ yếu là các hiện vật có liên quan đến lịch sử của thành phố Białystok và tỉnh Podlaskie. Bên cạnh đó, bảo tàng còn trưng bày đồ thủ công mỹ nghệ. Bảo tàng cũng có phòng ban Cổ tệ học đang sở hữu khoảng 20.000 đồng xu và huy chương các loại. Một bộ sưu tập khác của bảo tàng có liên quan đến khu định cư thời Trung cổ của người Tatar ở khu vực biên giới giữa Ba Lan - Litva - Belarus.

## Trụ sở của bảo tàng
Tòa nhà tại số 37 phố Warszawska được xây dựng lại thành một cung điện với mặt tiền kiểu Tân nghệ thuật vào giai đoạn từ năm 1910 đến năm 1913. Các tổ chức tiêu biểu đã quản lý cung điện này lần lượt là: Hiệp hội Quốc gia Đông Phổ (1941 - 1944), Chính quyền quân sự Liên Xô (từ tháng 7 năm 1944), Văn phòng Bộ Công an tỉnh (từ năm 1947), Dân quân Hành chính Quận (1950 - 1974), Bảo tàng Phong trào Cách mạng (từ năm 1976), Bảo tàng Lịch sử (từ năm 1990).